# Подолск
Подолск (на руски: Подольск) e град от областно значение в Московска област, Русия. Административен център е на Подолски район. Населението му през 2012 година е 193 435 души.

## Топонимика
Името на града идва от думата подол – „склон на планина, хълм, възвишеност“ или „място под планина, хълм, възвишение“, по правило до река. При източните славяни подол (и посад – паланка, предградие) е място за живеене на градското простолюдие. Такива предградия е имало край много древноруски градове, включително и край Москва. Някогашното име на Подолск – село Подол-Пахра и Подол, е точно името на селище, разположено под възвишенията до река Пахра. Топоними от думата „подол“ са известни при западните и южните славяни.
Според местните легенди градът е получил името си, когато императрица Екатерина II, случайно минавайки през селото, измокрила полата на роклята си, от където дошло и името „подол“ – пола, а по-късно Подолск. В действителност името на местността „Подол“ се отнася до епохата преди Петър I, доста преди Екатерина II, и не може да бъде свързано с полата на императрицата.

## География
Разположен е на река Пахра (приток на Москва (река)). Намира се на 36 км южно от центъра на гр. Москва и на 15 км от околовръстния автомобилен път на Москва. На север граничи с Шчербинка, а на юг – с гр. Климовск. Градът е крупен промишлен и културен център на Московска област.
Подолск е разположен в Москворецко-Окската равнина, в центъра на Източноевропейската равнина, на бреговете на река Пахра (десен приток на река Москва). Градът е разположен на 36 км южно от центъра на град Москва и на 15 км от околовръстния път на столицата, на автомагистралата и железопътната линия Москва – Симферопол.
Заема площ от 4003,5 хка. По-голямата част на Подолск е разположена на десния бряг на река Пахра и на запад от железопътната линия.
Геоложкият строеж на територията, на която е разположен Подолск, е аналогичен на строежа на Източноевропейската равнина: равнинна, но не съвсем плоска, с разлика във височините. Градът се намира на територията на Москворецко-Окска физико-географска провинция в подзона със смесени гори с преобладаващ ландшафт от морени и ледникови равнини. Почвата е алувиална, сива горска. На територията на града има месторождения от доломитизиран варовик, получил заради дребнозърнестата си текстура и красивия бял цвят името „подолски мрамор“.
Климатът е умерено-континентален с относително мека зима, чести затопляния и топло влажно лято. Честото преминаване на циклони, идващи от Атлантическия океан и понякога от Средиземно море, обуславя увеличената облачност. Средноянуарската температура е около 10,6 °C, средноюлската – +17,4 °C. Немразовитите дни са около 130 през годината. Средногодишното количество валежи – 550 мм с колебания през отделните години от 390 до 850 мм. Максимум валежи (390 мм) падат през лятото, минимално (160 мм) – през зимата.
| Месец                                                               | Ян   | Фев  | Март | Апр  | Май  | Юни  | Юли  | Авг  | Септ | Окт  | Ное  | Дек  | Годишно |
| ------------------------------------------------------------------- | ---- | ---- | ---- | ---- | ---- | ---- | ---- | ---- | ---- | ---- | ---- | ---- | ------- |
| Средна максимална дневна температура (°C)                           | -5   | -4   | 2    | 11   | 18   | 22   | 24   | 22   | 15   | 8    | 0    | -4   | 12      |
| Средна минимална дневна температура (°C)                            | −8   | -9   | -5   | 2    | 8    | 12   | 14   | 12   | 8    | 3    | −3   | −8   | 2,17    |
| Валежи (mm)                                                         | 39,9 | 32,5 | 27,2 | 24,2 | 39,2 | 59,3 | 55,6 | 56,4 | 46,1 | 49,9 | 38,2 | 35,7 | 504,2   |
| Източници: Podol’sk, RUS. MSN Weather Цветна скала за температурите |      |      |      |      |      |      |      |      |      |      |      |      |         |

Град Подолск, както и цялата Московска област, са в часовия пояс, наречен Moscow Time Zone (MSK/MSD). Отместването относно UTC е +3:00 (MSK, зимно време) / +4:00 (MSD, лятно време), тъй като в този часов пояс действа преходът към лятно време. Московското време се отличава от часовото време с 1 час, тъй като на територията на Русия действа така нареченото декретно време.
Като цяло в Подолск не се наблюдават високи нива на замърсяване на атмосферния въздух. Според проведения анализ замърсяването се колебае от повишено до занижено, което е свързано с годишните времена и промяната на метеорологичните условия. Обаче в началото на XXI век обстановката се влоши, като основни замърсители станаха многобройните промишлени предприятия и автомобилният транспорт, общото количество на който годишно се увеличава с по 10 – 15 хиляди автомобила. Максималното замърсяване на въздушната среда е съсредоточено на североизток и изток от града (където е промишлената зона), а също и в Централния район.
В Подолск се отглеждат в значително количество паркови насаждения. В Парковия микрорайон се намира Градският парк на културата и отдиха „В. Талалихин“, на чиято територия са разположени атракциони (в това число виенско колело), детски площадки, кафе, зелена естрада (на нея през септември 1987 г. е проведен първият в СССР Подолски рок-фестивал). В последните години в парка е извършена реконструкция за благоустрояване. В града има значителен брой площади и озеленени паркове: Екатеринински площад до училище № 3, Площад на Победата, площади по улиците Комсомолска и Голяма Зеленовска, зелените паркове „Дъбовете“, „Елхите“, „Брезите“ и други. В близост до Подолск са разположени обширни горски масиви и горски паркове.

## Население
На 1 януари 2007 г. населението на Подолск е наброявало 179,4 хиляди душе, което го прави третия по населеност град в Московска област след Балашиха и Химки (по данни на миграционната служба на града през 2006 г. в Подолск са живели, в това число и временните живеещи, повече от 230 хил. души), от тях: 24,6 хил. деца в доучилищна и училищна възраст (в това число 12,7 хил. момчета и 11,9 хил. момичета); 54,4 хил. пенсионери (от които 19 хил. работещи). На 1 януари 2008 г. населението на Подолск наброява 180 хил. души: за първи път от последните 17 години през 2007 г. в града се наблюдава прираст на населението (580 души). Към 1 януари 2009 г. числеността на населението на Подолск достига 182 431 души. В экономике города занято около 82 тыс. человек. Многие жители города каждый день ездят в Москву на работу, образуя маятниковую миграцию.
През 2008 г. в Подолск са се родили 2260 деца (ръстът на раждаемостта в сравнение с 2007 г. е 14,6 %), от тях 1166 момчета и 1094 момичета. При това в семействата на подолчаните са се родили 1228 първенци (54 % от общото количество новородени), втори деца – 759 (34 %), трети – 152, четвърти – 46, пети – 13 деца, шесто – 1, осмо – 1. Най-популярното име, което са давали родителите на децата си през 2007 г. са били: при момчетата – Максим, Никита, Артём, при момичетата – Анастасия, Дарья, Виктория. Най-редките имена са били Елисей, Инесса, Анфиса, Ева. Показателя на смъртност в сравнение с 2007 г. е намален с 1,4 %, обаче, както и в предходни години, той превишава раждаемостта. Средната продължителност на живота в Подолск през 2007 г. е 67 години: за жените – 73, за мъжете – 61. Основния фактор за ранната смъртност, както и по-рано са заболяванията на сърдечно-съдовата система (57 %).
По статистика от 2006 г. подобряването на социално-икономическото положение на населението е довело до известно снижение на общия коефициент на смъртност (който е 19,2‰) и повишаване на общия коефициент на раждаемост (който е 10,8‰ и е с 1,3 % над среднеобластния).
| Година      | 1897  | 1926  | 1939  | 1956  | 1959  | 1962  | 1967  | 1970 | 1973  | 1976  | 1979  | 1982  | 1986  |
| ----------- | ----- | ----- | ----- | ----- | ----- | ----- | ----- | ---- | ----- | ----- | ----- | ----- | ----- |
| Хил. жители | 3,8   | 19,7  | 72    | 113   | 124   | 144   | 163   | 169  | 180   | 194   | 201,8 | 206   | 208   |
| Година      | 1989  | 1992  | 1996  | 1998  | 2000  | 2001  | 2003  | 2005 | 2006  | 2007  | 2008  | 2009  | 2010  |
| Хил. жители | 207,8 | 207,6 | 195,2 | 196,8 | 194,3 | 193,2 | 180,9 | 180  | 179,5 | 179,4 | 180   | 182,4 | 183,1 |

## Религия
В града действат няколко религиозни общини, по-голямата част от които са християнски. Най-голяма е православната. Православнните храмове и църкви са на подчинение на Подолската служба на Московската епархия на Руската православна църква. Освен това, в Подолск действат църкви и обединения на различни религиозни течения: Църква на адвентистите от седмия ден, Църква на Иисус Христос.
От 1998 г. действа ислямската религиозна организация „Рахман“. 4 юли 2010 г. в града се откри първата джамия.

## Планировка
Съвременния център на града е на площад „Ленин“, където е разположено зданието на Съвета на депутатите и Администрацията на гр. Подолск, както и много други учреждения, в това число Домът на книгата и Изложбената зала. От Площад „Ленин“ се разклоняват булеварди в 6 направления – проспект „Ленин“ на североизток (към моста през река Пахра, музея „Подолие“, в северната част на града, към Подолската ДСК и микрорайон Новосирово), ул. Комсомолска – на северозапад и на югоизток (към надлеза над железопътната линия и в източната част на града), улица Голяма Серпуховска на юг (към ПЕМЕ, „Детски свят“, надлеза на железопътната линия, микрорайон Кутузово и към Климовск), ул. „Свердлов“ на югозапад, ул. „Киров“ на югозапад. Около 2 км на запад от площад „Ленин“ на брега на река Пахра е разположен чифликът Ивановское (Краеведчески музей и Федерален музей на професионалното образование), на 2 км на изток се намира Гаровият площад, железопътната гара на Подолск и автогарата.
Северната част на града е отделена от центъра посредством река Пахра, през която минават 2 моста – на „проспект“ Ленин и в западната част на града в район Дубровиц. Източните микрорайони са отделени от центъра на града посредством железопътна магистрала, над която минават 3 надлеза – на проспект „Млади ленинци“ (южно от станция Силикатна), на Комсомолска улица (южно от железопътната гара) и на Голяма серпуховска улица (северно от станция Кутузовска. В централната част на града на брега на река Пахра се е съхранила старата планировка от 1784 г. и жилищни постройки от края на XIX – началото на XX век.
В началото на 2010 г. към границите на градския окръг Подолск е присъединен незастроен земен участък с площ 34,87 хка в югозападната граница на града, където по-рано е бил разположен военният аеродрум „Кузнечики“. На тази територия е разместен едноименния микрорайон, предназначен за военнослужещи на Министерството на отбраната на Руската Федерация. Построени са 75 жилищни кооперации с обща площ от 949,7 хиляди м? на 14 682 квартири. През декември 2010 г. е издадено постановление от кмета на града за „Именуване на площади, улици, булеварди и пътища на квартал „Кузнечики“, в съответствие с който много улици получават имена в чест на известни герои-защитници на Отечеството: началника на Подолското артилерийско училище в периода от септември до декември 1941 г. генерал-лейтенант Иван Семёнович Стрельбицкий; началника на Подолското пехотно училище в периода от декември 1940 до ноември 1941 г. генерал-майор Василий Андреевич Смирнов; Герой на Съветския съюз армейски генерал Валентин Иванович Варенников; 2 пъти Герой на социалистическия труд академик на АН СССР Николай Антонович Долежал. В града изникна Площад на защитниците на Отечеството, булевард „65-годишнина от Победата“, армейски и флотски прелези.
| №   | Райони        | Карта |
| 1.  | Червено Бърдо |       |
| 2.  | Ново Сиреново |       |
| 3.  | Парков        |       |
| 4.  | Залинеен      |       |
| 5.  | Централен     |       |
| 6.  | Зеленовски    |       |
| 7.  | Ивановски     |       |
| 8.  | Междушосеен   |       |
| 9.  | Юбилеен       |       |
| 10. | Кузнечики     |       |
| 11. | Фетищево      |       |
| 12. | Висок         |       |
| 13. | Шепчинки      |       |
| 14. | Кутузово      |       |
| --- | ------------- | ----- |

| Централен (МЖРП-1) | 10,7 | 69/220,8  | 168,5  |
| Ново Сиреново (МЖРП-2) | 28,2 | 304/422,4 | 1294,2 |
| Шепчинки (МЖРП-3) | 22,8 | 181/292,6 | 308,8  |
| Залинеен (МЖРП-4) | 25,2 | 201/444   | 1102,4 |
| Междушосеен (МЖРП-5) | 12,7 | 78/220,7  | 168,5  |
| Кутузово (МЖРП-9) | 12,7 | 62/212,3  | 156,8  |
| Зеленовски (МЖРП-12) | 10,4 | 46/189,6  | 79,3   |
| Парков (МЖРП-14) | 11,9 | 38/238,4  | 78,8   |
| Юбилеен-Фетищево (ЖПЭТ-1) | 28,6 | 97/474    | 293,2  |
| Високо-Ивановски (ЖПЭТ-2) | 27,2 | 145/411   | 293,2  |
| Източник: Информационный вестник кандидата на должность главы города Подольска Н.И.Пестова „Добрые вести“. Изготовлено в ГУП МО Подольская фабрика офсетной печати. Заказ 2585. Тираж 10 000. Дата выпуска 07.03.2006 |      |           |        |

## История
Възникнал е на мястото на някогашното село Подол, собственост на московския Данилов манастир през XVIII век. Статутът му на град е от 1781 г. През 1971 г. е отличен с орден „Трудово червено знаме“. От 2004 г. е със статут на градски окръг.
Ранна история
В резултат на археологически разкопки на територията на града и района са открити костени и кремъчни предмети, отнасящи се до 7-ото хилядолетие до н.е., т.е. епохата на мезолита (VII—V хилядолетия до нашата ера). Първото поселение на първобитни хора е намерено в Дубровица, на мястото на сливане на Пахра с нейния десен приток.
През желязната епоха (VIII—V век пр.н.е.) територията на съвременен Подолск е населявана от представители на угро-финските народи (в т. ч. на племето меря) и балти. По време на разкопките на левия бряг на река Пахра са намерени глинени и първите железни предмети, отнасящи се до тази епоха. Намерените останки от глинени съдове са били правени по това време ръчно, без използване на грънчарски кръг, като са били нагрявани на огън. Сред укрепленията на желязната епоха се отличава угро-финската крепост Кузнечики, заемаща нос навътре в Петрица, приток на Моча. Тук са открити останки на домове, огнища, керамични изделия, теглилки от дяковската култура. Влиянието на угро-финската култура се е отразило въърху местната топонимика: например името на река Пахра.
През периода IX век—X век на територията на Подолски район става разселване на славянски племена, които започнали да съжителстват с местните фино-угри. Находките от археологическите изследвания на територията на града (пръстени, висулки и керамични изделия изработени от сива и бяла глина на грънчарско колело) доказват, че в периода X-XIV век в този край са живели славянските племена вятичи. Както и в случая с угро-фините, славянското присъствие се е отразило в названията на местните географски обекти: славяните са дали името на притока на Пахра – Десна (което от древноруски (и на български) e „дясна“, което говори за движението на славяните по устието на Пахра и нейните притоци) и Моча.
През XII век в руските летописи се появяват сведения за вятически градове, преди всичко за Пшемисъл Москва, разположен на река Моча – приток на Пахра (основан от Юрий Долгорукий през 1152 г.) недалеч от съвременния Подолск. През XVII век ролята на Пшемишъл намалява, като по това време в поземлените книги не се води като град, а градище.
XVII – XІX век
Първото писмено споменаване на местни жители се отнася до времето 1627 – 1628 г. Първоначално на територията на града е съществувало село с име Подол, представляващо вотчина на московския Данилов манастир чак до 1764 г. като влизало в състава на Московски уезд (окръг) на Молоцки стан. Освен със земеделие и градинарство жителите се занимавали с превоз на товари (превозвали през Пахра каруци, шейни, карети), имали ханове с механи, в каменните кариери са добивали бял камък и „подолски мрамор“. В Москва изнасяли предимно хранителни продукти, а от Москва – промишлени изделия. В края на XVII век в Подол по заповед на Петър Велики е построена пощенска станция „Тулска Пахра“. Жителите на селото са влизали в категорията държавни селяни, което значително облегчавало живота им в сравнение с частно-крепостните селяни (държавните данъци били по-ниски).
През 1764 г. фериботът през Пахра е заменен с понтонен мост, а строителството на Кримския канал подобрява икономическата ситуация в селото. През тази година провели секуларизация на манастирските земи: селото станало икономическо, т.е. преминало под управлението на държавна икономическа колегия (1764 – 1781).
По указ на императрица Екатерина II на 5 октомври 1781 г. село Подол било преобразувано в град, който станал център на Подолски окръг Московска губерния. По това време в Подолск имало 108 двора и 856 жители. Основно занятие на жителите бил добивът на бутов камък и бял камък, от който например била построена Знаменската църква. На 20 декември (31 декември) 1781 г. на града е даден герб: „Два златни каменарски инструмента на син фон; в знак на това, че жителите на града са риболовци“.
| Подолск   | Подолск | Подолск | Подолск | Подолск | Подолск | Подолск | Подолск | Подолск | Подолск | Подолск | Подолск | Подолск | Подолск |
| --------- | ------- | ------- | ------- | ------- | ------- | ------- | ------- | ------- | ------- | ------- | ------- | ------- | ------- |
| година    | 1897    | 1939    | 1959    | 1967    | 1973    | 1979    | 1986    | 1992    | 1998    | 2001    | 2005    | 2007    | 2010    |
| население | 3800    | 72 000  | 124 000 | 163 000 | 180 000 | 201 800 | 208 000 | 207 600 | 196 800 | 193 200 | 180 000 | 179 400 | 183 100 |
|           |         |         |         |         |         |         |         |         |         |         |         |         |         |

## Побратимени градове
- Амщетен, Австрия
- Белци, Молдова
- Бар, Черна гора
- Борисов, Беларус
- Черновци, Украйна
- Хънан, Китайска народна република
- Каварна, България
- Кладно, Чехия
- Охрид, Македония
- Saint-Ouen, Франция
- Шумен, България
- Сухуми, Абхазия[29][30]
- Трир-Ланд, Германия
- Ванадзор, Армения
- Варминско-Мазурско войводство, Полша